# Dân Hóa
Dân Hóa là một xã thuộc tỉnh Quảng Trị, Việt Nam.

## Địa lý
Xã Dân Hóa nằm ở chính giữa rìa phía tây huyện Minh Hóa, có vị trí địa lý:
- Phía tây giáp Lào
- Phía đông và đông nam giáp xã Hóa Sơn
- Phía đông bắc giáp xã Hóa Thanh
- Phía bắc giáp xã Trọng Hóa.

Xã Dân Hóa có diện tích 176,97 km², dân số năm 2019 là 4.042 người, mật độ dân số đạt người/km².
Xã Dân Lý nằm giữa hai khối núi thuộc dãy Trường Sơn là dãy Giăng Màn (ở phía Tây Bắc) và khối núi Phong Nha-Kẻ Bàng (ở phía Đông Nam).
Xã Dân Hóa là đầu nguồn của sông Gianh.

## Lịch sử
Ngày 16 tháng 6 năm 2025, Ủy ban Thường vụ Quốc hội ban hành Nghị quyết số 1680/NQ-UBTVQH15 về việc sắp xếp các đơn vị hành chính cấp xã của tỉnh Quảng Trị năm 2025. Theo đó, sắp xếp toàn bộ diện tích tự nhiên, quy mô dân số của xã Trọng Hóa, xã Dân Hóa thành xã mới có tên gọi là xã Dân Hóa.

## Hành chính
Xã Dân Hóa được chia thành 11 bản: Bãi Dinh, Ba Looc, Cát Định, Cha Lo, Hà Nông, K Vi, K Ai, Ốc, Ta Leng, Tà Rà, Y Leng.

## Giao thông
Trên biên giới Việt-Lào, ở phía nam của xã là cửa khẩu Cha Lo với Khu kinh tế cửa khẩu Cha Lo, điểm đầu của quốc lộ 12A của Việt Nam.
Quốc lộ 12A, chạy từ Cha Lo theo hướng Nam-Bắc qua xã Dân Hóa, sang các xã Trọng Hóa và Hóa Thanh. Đoạn quốc lộ này là một phần của đèo Mụ Giạ.